# Либерти Лејк (Вашингтон)
Либерти Лејк (енгл. Liberty Lake) град је у америчкој савезној држави Вашингтон. По попису становништва из 2010. у њему је живело 7.591 становника.

## Демографија
Према попису становништва из 2010. у граду је живело 7.591 становника, што је 2.931 (62,9%) становника више него 2000. године.
| Група             | 2000.         | 2010.         |
| Белци             | 4.302 (92,3%) | 6.788 (89,4%) |
| Афроамериканци    | 33 (0,7%)     | 51 (0,7%)     |
| Азијати           | 121 (2,6%)    | 269 (3,5%)    |
| Хиспаноамериканци | 104 (2,2%)    | 228 (3,0%)    |
| Укупно            | 4.660         | 7.591         |